# Lingue fur
Le lingue fur costituiscono un piccolo gruppo della famiglia linguistica Nilo-Sahariana. 
Il gruppo è stato proposto per sistemare due lingue vicine all'interno della famiglia linguistica, ma non tutti i linguisti l'hanno accettato e quindi l'esistenza è controversa.

## Lingue

### Lingua fur

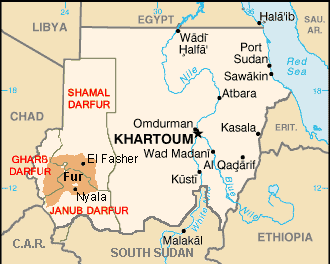
Zona in cui si parla il Fur (in arancione).

La lingua fur [Codice ISO 639-3: fvr] anche noto come Fur bèle fòòr o fòòraŋ bèle, in arabo فوراوي (Fûrâwî); a volte denominata Konjara dai linguisti, dal nome di un antico clan dominante, È la lingua del popolo Fur, parlata nel Sudan occidentale, da circa 744.000 persone (2004) su 900.000 che compongono l'etnia. Vi sono gruppi di locutori (stimabili in un paio di migliaia di persone) anche in Ciad.
La lingua viene scritta utilizzando l'alfabeto latino.

### Lingua amdang

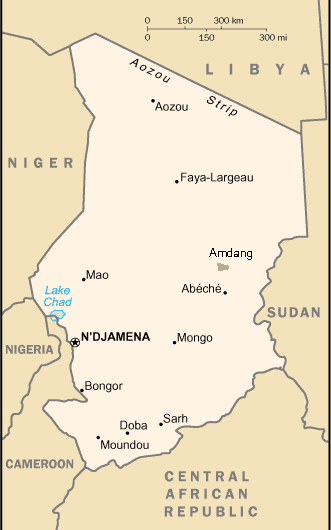
Zona in cui si parla l'Amdang.

La lingua amdang [amj] o Biltine o Mimi o Mima (Endonimo: sìmí amdangtí), è la lingua della piccola etnia degli Amdang, circa 40.000 persone che vivono nella Regione di Wadi Fira, nel Ciad centro-orientale. 
La popolazione è completamente analfabeta, quindi la lingua non viene scritta..